# Hirsutella
Hirsutella es un género de foraminífero planctónico de la familia Globorotaliidae, de la superfamilia Globorotalioidea, del suborden Globigerinina y del orden Globigerinida. Su especie tipo es Rotalina hirsuta. Su rango cronoestratigráfico abarca desde el Langhiense (Mioceno medio) hasta la Actualidad.

## Descripción
Hirsutella incluye especies con conchas trocoespiraladas, de forma generalmente biconvexa, pero también planoconvexa o espiroconvexa; sus cámaras son hemiesféricas a romboidales, y reniformes (más anchas que altas) en el lado espiral; sus suturas intercamerales son incididas y rectas en el lado umbilical, y ligeramente incididas o ligeramente elevadas (carena circumcameral) y curvas en el lado umbilical; su contorno ecuatorial es subcuadrado a redondeado, y generalmente lobulado; su periferia es aguda, sin carena o con carena poco desarrollada, generalmente pustulada; su ombligo es estrecho; su abertura principal es interiomarginal, umbilical-extraumbilical, con forma de arco bajo asimétrico y rodeada de un labio; presentan pared calcítica hialina, densamente perforada con poros cilíndricos y superficie lisa a puntuada, con pústulas, principalmente en el área umbilical.

## Discusión
Clasificaciones posteriores han incluido Hirsutella en la superfamilia Globigerinoidea. Las especies de Hirsutella han sido incluidas tradicionalmente en el género Globorotalia, o bien consideradas un subgénero de este: Globorotalia (Hirsutella). Hirsutella ha sido considerado homónimo posterior del braquiópodo Hirsutella Cooper & Muir-Wood, 1951, y fue propuesto como nombre sustituto Obandyella. Algunos autores consideran a Hirsutella un sinónimo subjetivo posterior de Globorotalia.

## Ecología y Paleoecología
Hirsutella incluye foraminíferos con un modo de vida planctónico, de distribución latitudinal cosmopolita, preferentemente templada, y habitantes pelágicos de aguas profundas (medio mesopelágico inferior a batipelágico superior).

## Clasificación
Hirsutella incluye a las siguientes especies:
- Hirsutella bermudezi
- Hirsutella challengeri
- Hirsutella cibaoensis
- Hirsutella hirsuta
- Hirsutella juanai
- Hirsutella margaritae
- Hirsutella scitula
  - Hirsutella scitula planaria
- Hirsutella theyeri

Otras especies consideradas en Hirsutella son:
- Hirsutella aemiliana
- Hirsutella evoluta
- Hirsutella gigantea
- Hirsutella praemargaritae
- Hirsutella primitiva